# Wapen van Hohenzollern
Het wapen van Hohenzollern is zowel een familiewapen als het wapen van het land Hohenzollern.

## Stamwapen van Hohenzollern

graafschap Hohenzollern

Het wapen van het graafschap Hohenzollern is gevierendeeld zilver en zwart.

## Wapen van de graven en vorsten van Hohenzollern

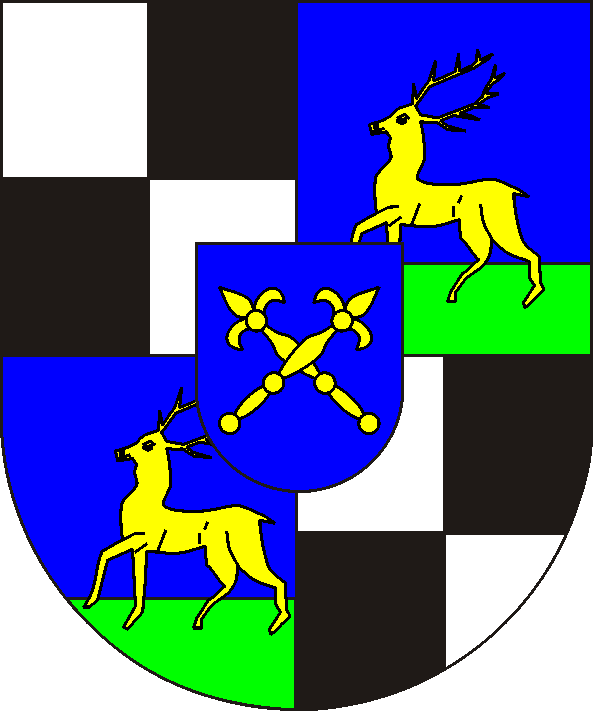
Hohenzollern
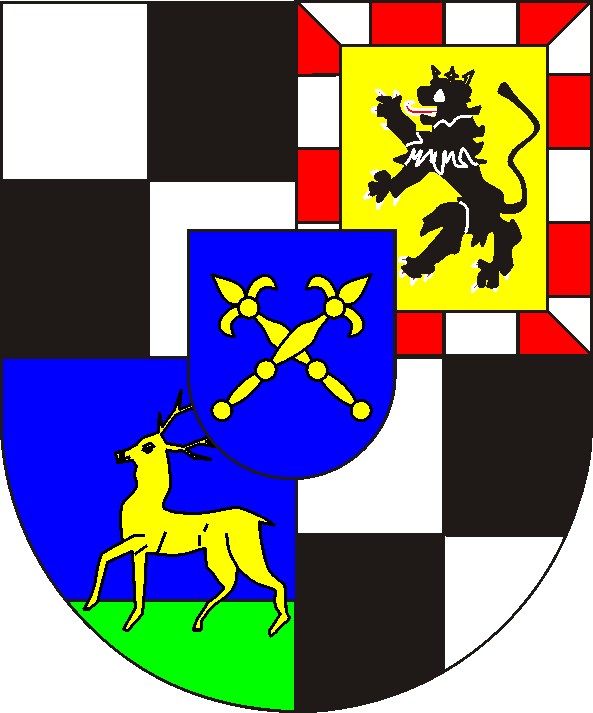
Hohenzollern-Hechingen
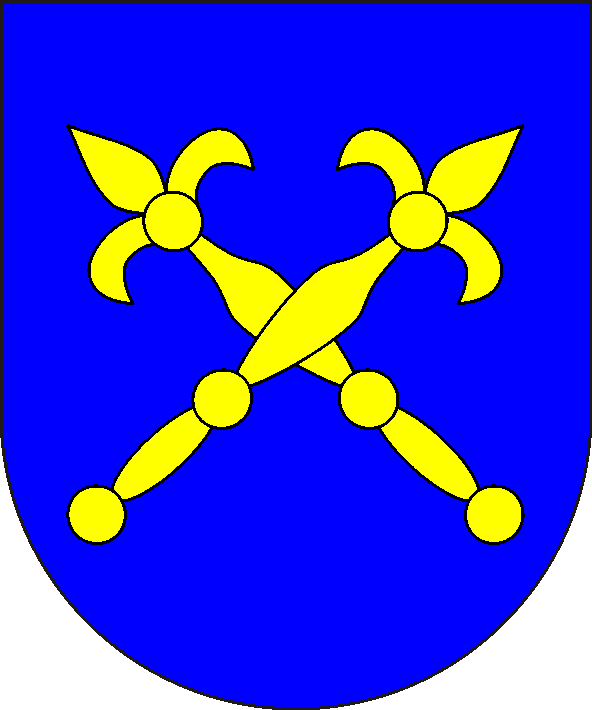
rijks erfkamerheer
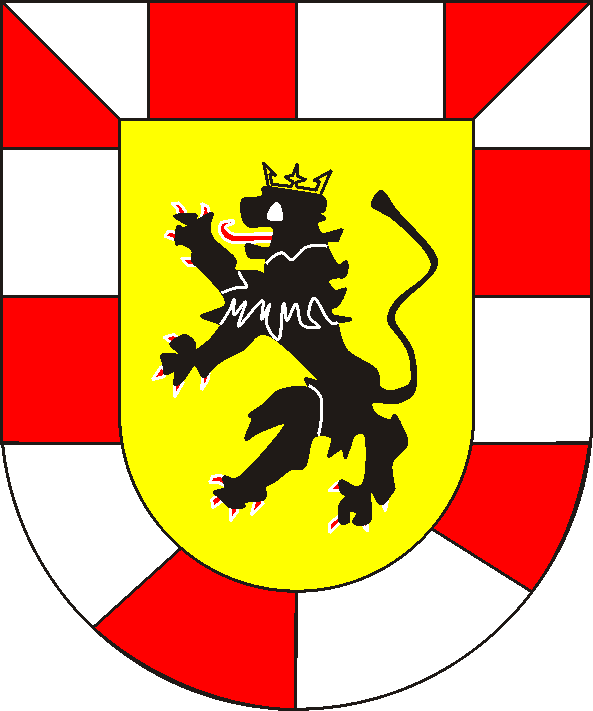
burggraafschap Neurenberg
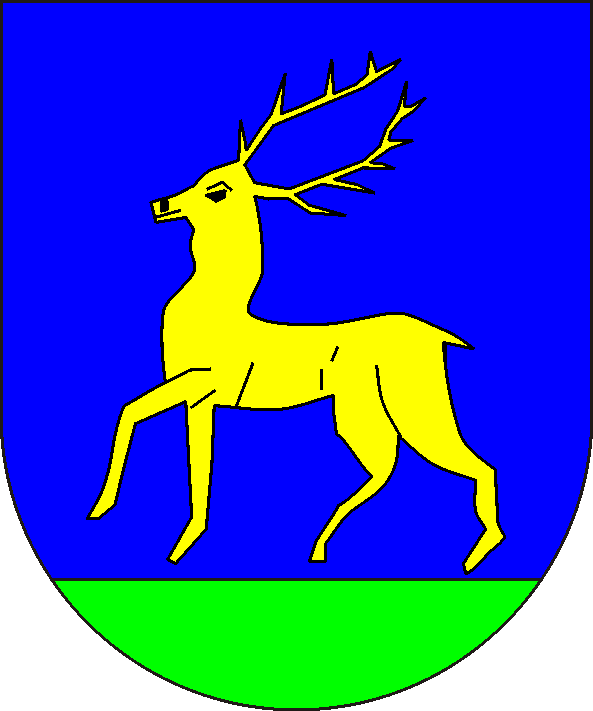
graafschap Sigmaringen

Na het uitsterven van de burggraven van Neurenberg in 1191 kwam dit burggraafschap aan de graaf van Hohenzollern. Er ontstonden toen twee takken: de Frankische te Neurenberg en de Zwabische te Hechingen. Het wapen van het burggraafschap werd door beide linies gevoerd. In 1504 werd de waardigheid van rijks-erfkamerheer verworven. ook dit schild nam altijd een belangrijke plaats in het wapen in. Na de opheffing van het Heilige Roomse Rijk in 1806 verviel de waardigheid en het bijbehorende wapenschild.
In 1534 werden door een erfenis het graafschap Sigmaringen verworven.

## Wapen van Hohenzollern van 1712

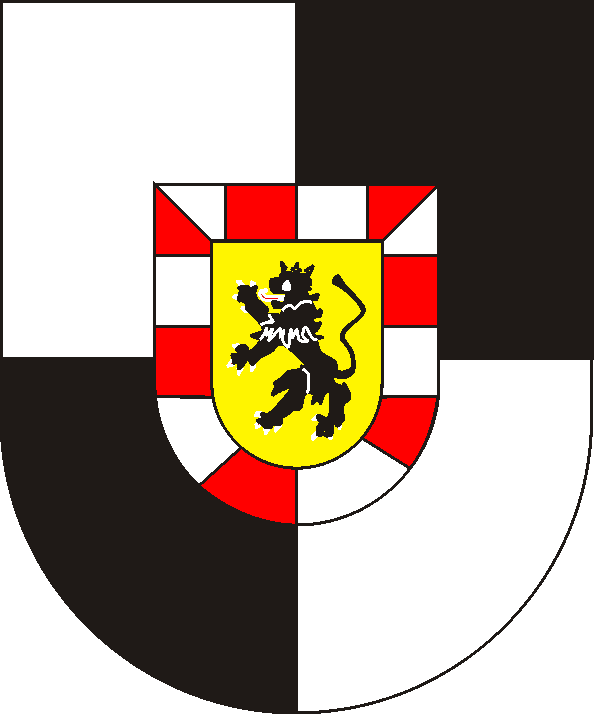
Hohenzollern-Sigmaringen
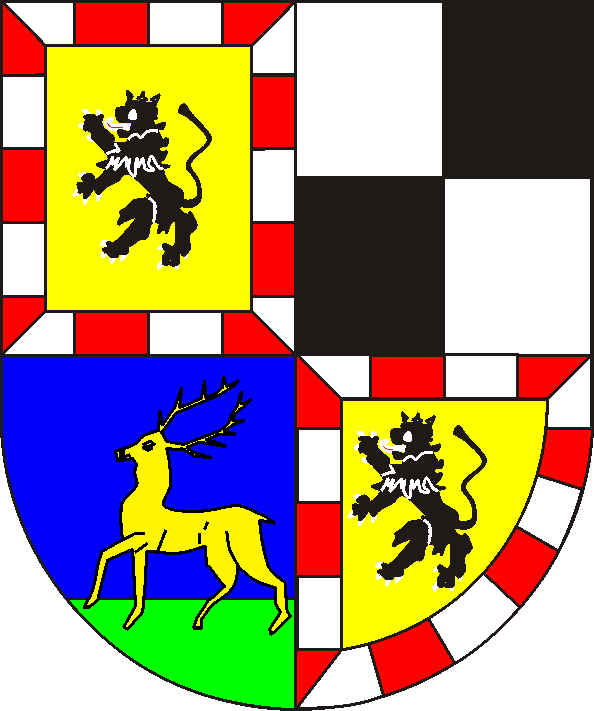
Hohenzollern-Sigmaringen (1712)
- graafschap Veringen
- graafschap Hohenberg
- graafschap Bergh

In 1712 erfde Frans Willem van Hohenzollern-Sigmaringen van zijn grootmoeder Maria Clara van Bergh het graafschap Bergh bij 's-Heerenberg. Frans Willem was een jongere broer van regerend vorst Jozef. Na Frans Willem kwam het graafschap in het bezit van de regerende tak.

## Wapens van Hohenzollern-Hechingen en Hohenzolern-Sigmaringen (1806-1849)

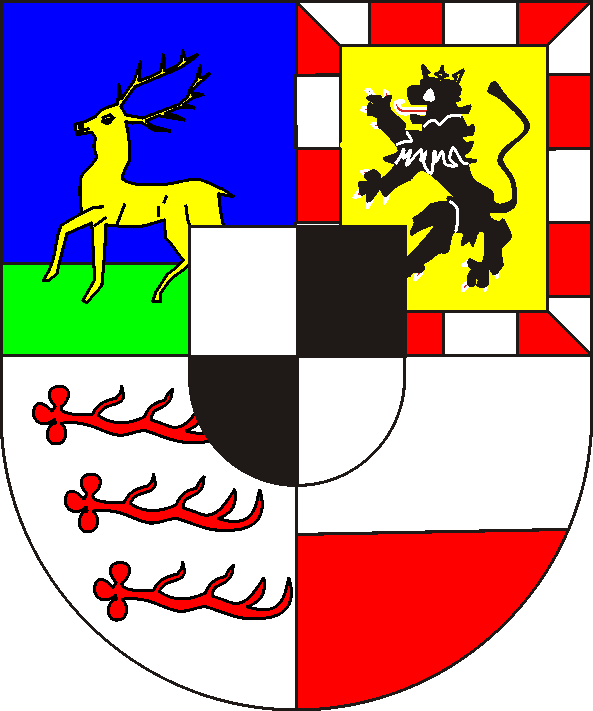
Hohenzollern-Hechingen
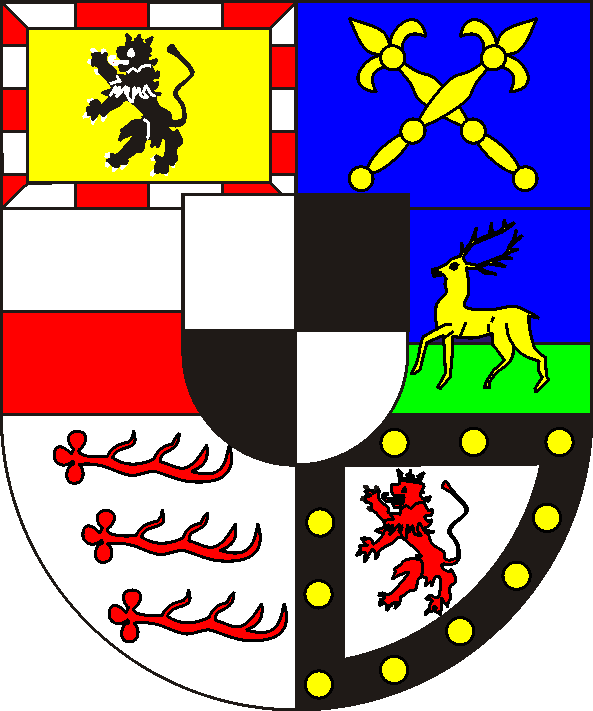
Hohenzollern-Sigmaringen
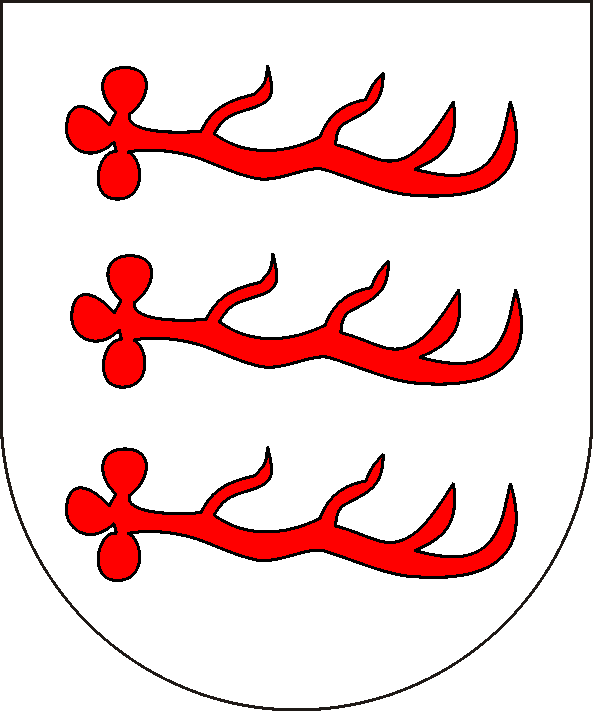
graafschap Veringen
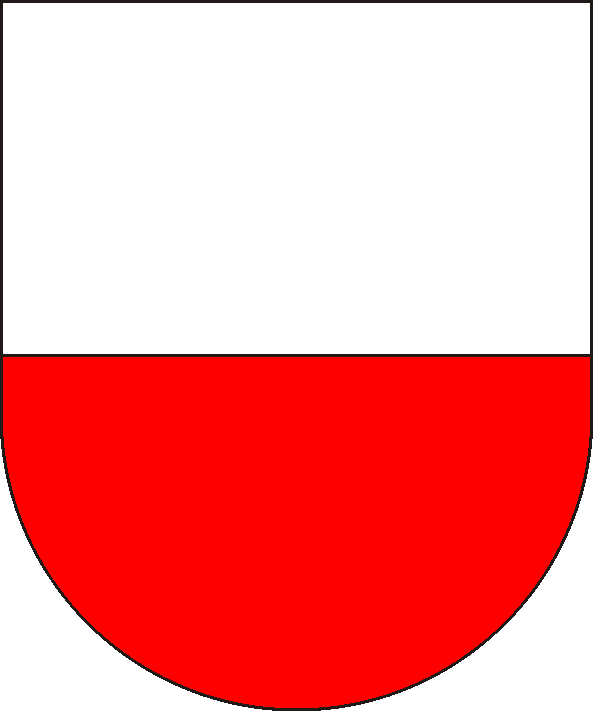
graafschap Hohenberg
graafschap Bergh

De beide vorstendommen Hohenzollern wisten hun zelfstandigheid te bewaren tijdens de Napoleontische tijd. Als soevereine vorstendommen hadden ze duidelijk verschillende wapens. In 1849 deden beide vorsten afstand van de troon ten gunste van hun verre verwanten de koningen van Pruisen.

## Hohenzollern in het wapen van Brandenburg-Pruisen

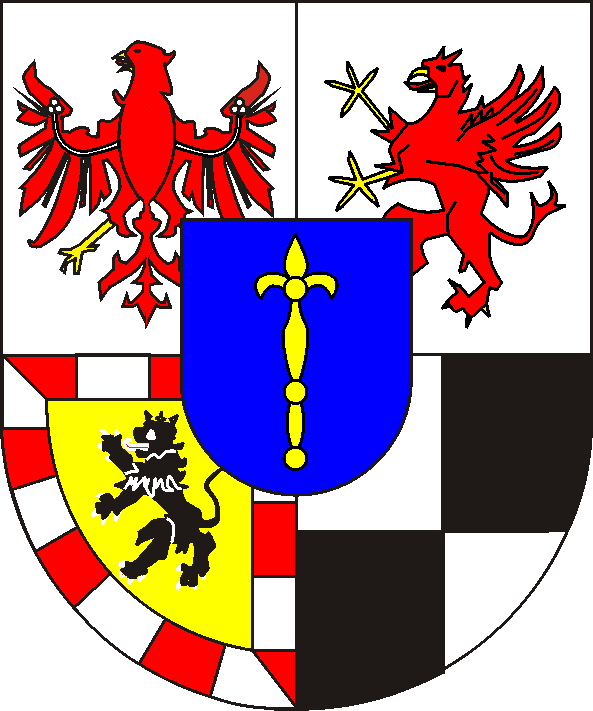
keurvorstendom Brandenburg
markgraafschap Brandenburg (1466)
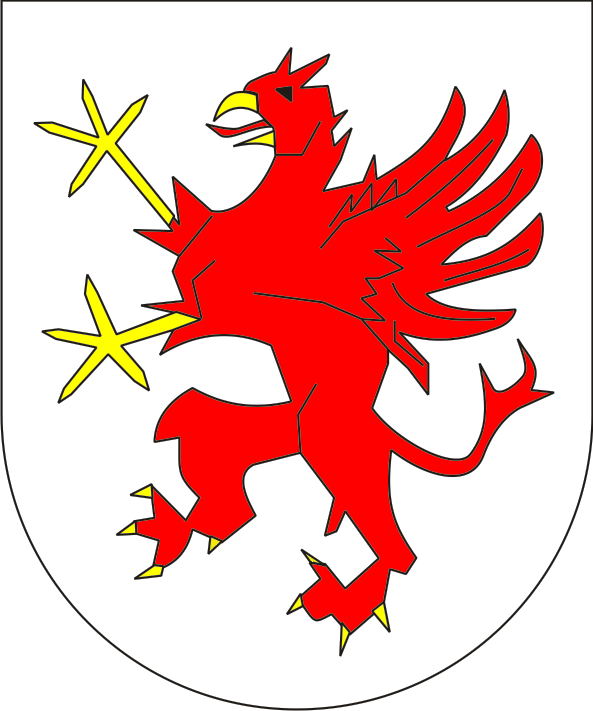
hertogdom Pommeren
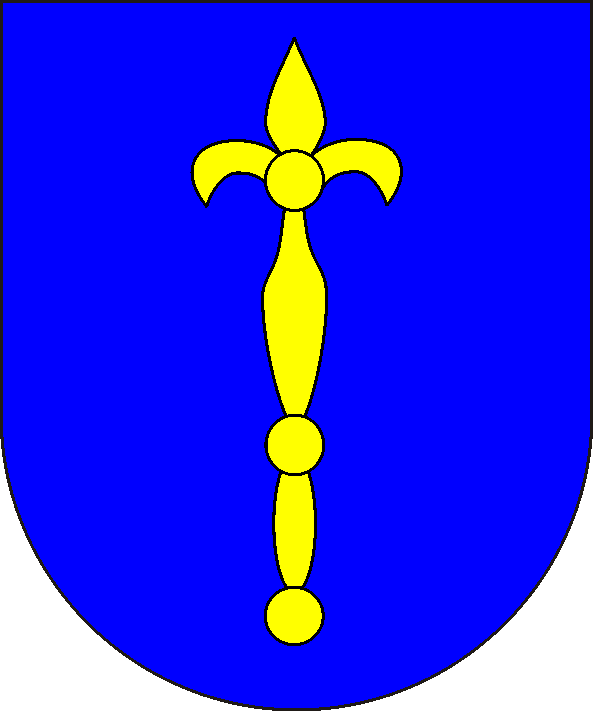
rijks aartskamerheer

In 1417 werd Frederik VI van Neurenberg beleend met het markgraafschap Brandenburg. Dit was de geboorte van het latere koninkrijk Pruisen. Het wapen van Hohenzollern heeft daarbij altijd een belangrijke rol gespeeld. Het Brandenburgse wapen groeide steeds verder uit tot een onoverzichtelijk geheel.